# 神戸西郵便局
神戸西郵便局（こうべにしゆうびんきょく）は、兵庫県神戸市西区にある郵便局。民営化前の分類では集配普通郵便局であった。

## 概要
住所：〒651-2299 兵庫県神戸市西区糀台5-12-1

## 沿革
- 1880年（明治13年）10月 - 西戸田（にしとだ）郵便局（五等）として開設[1]。
- 1885年（明治18年）10月1日 - 貯金取扱を開始。
- 1899年（明治32年）11月1日 - 為替取扱を開始。
- 1972年（昭和47年）3月28日 - 電話交換および和文電報配達業務を西神電報電話局に移管[2]。
- 1990年（平成2年）8月20日 - 西区平野町西戸田から同区糀台五丁目に移転するとともに神戸西郵便局に改称（これに伴い郵便番号が〒673-02から、〒651-22に変更）。特定郵便局から普通郵便局へ局種別改定。
- 1998年（平成10年）9月1日 - 外国通貨の両替および旅行小切手の売買に関する業務取扱を開始。
- 2007年（平成19年）3月5日 - 神出郵便局（〒651-2399→〒651-2313）から集配業務を移管[3]。
- 2007年（平成19年）10月1日 - 民営化に伴い、併設された郵便事業神戸西支店に一部業務を移管。
- 2012年（平成24年）10月1日 - 日本郵便株式会社発足に伴い、郵便事業神戸西支店を神戸西郵便局に統合。

## 取扱内容
- 郵便、印紙、ゆうパック、内容証明
- 貯金、為替、振替、振込、国際送金、外貨両替・トラベラーズチェック、国債、投資信託
- 生命保険、バイク自賠責保険、自動車保険、変額年金保険
- 地方公共団体事務（兵庫県住宅再建共済基金利用申込取次事務）
- ゆうちょ銀行ATM
- 神戸市西区内の一部地域（〒651-22xx、〒651-23xxの区域）の集配業務
- ゆうゆう窓口

## 周辺
- 西神ニュータウン
- そごう西神店
- 西神センタービル
- 神戸西警察署
- 西神戸医療センター
- 西神中央公園
- 神戸西区役所

## アクセス
- 神戸市営地下鉄西神・山手線 西神中央駅から徒歩約5分
- 神戸市バス、神姫バス、神姫ゾーンバス 西神中央駅前停留所下車
- 阪神高速北神戸線 永井谷出入口もしくは第二神明道路 伊川谷ICから北へ約5km
- 駐車場あり：10台